# 韋爾達 (堪薩斯州)
韋爾達（英語：Welda）是位於美國堪薩斯州安德森縣的一個人口普查指定地區。

## 人口
根據2010年美國人口普查的數據，韋爾達的面積為2.42平方千米，當中陸地面積為2.40平方千米，而水域面積為0.02平方千米。當地共有人口129人，而人口密度為每平方千米53.31人。